# علی‌اشرف صادقی
علی‌اشرف صادقی (زادهٔ ۲۵ اردیبهشتِ ۱۳۲۰ در قم) زبان‌شناس ایرانی، استاد بازنشستهٔ دانشگاه تهران و عضو پیوستهٔ فرهنگستان زبان و ادب فارسی است. او به‌عنوان چهرهٔ ماندگار در حوزهٔ ادبیات معرفی شده‌است.

از راست: مصطفی عاصی، مجتبی منشی‌زاده، علی‌اشرف صادقی، یحیی مدرسی و محمد دبیرمقدم در اولین همایش نحو انجمن زبان‌شناسی ایران، بهمن ۱۳۹۰

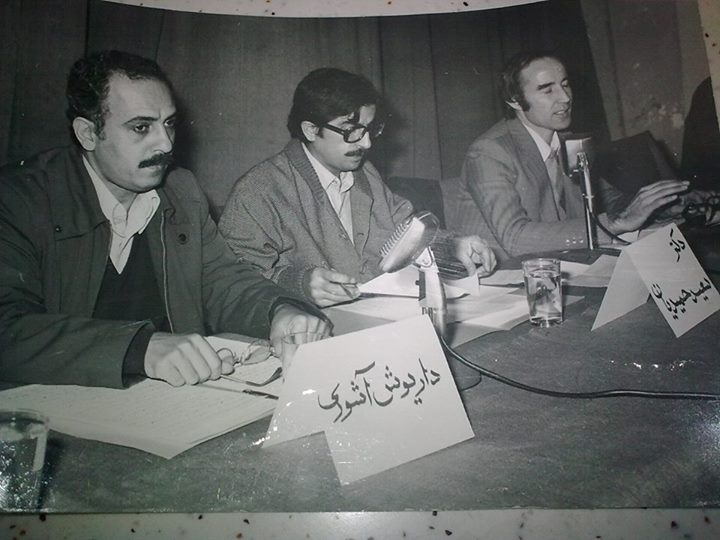
از راست: علی‌اشرف صادقی، سعید حمیدیان و داریوش آشوری، سمینار نگارش فارسی، مرکز نشر دانشگاهی، ۱۳۶۱

## زندگی
صادقی در ۲۵ اردیبهشت ۱۳۲۰ در خانواده‌ای مذهبی در قم زاده شد. پدرش معلم و پدربزرگش، اشرف‌الواعظین، واعظ بود. پدرِ پدربزرگش نیز مجتهد بود. صادقی، پس از تحصیلات ابتدایی و متوسطه در حکیم نظامی قم، در ۱۳۳۸ به دانشگاه تهران رفت و در ۱۳۴۱ لیسانس ادبیات فارسی گرفت. وی در ۱۳۴۲ به دانشگاه سوربن در فرانسه رفت و در آنجا در رشتهٔ زبان‌شناسی عمومی ادامهٔ تحصیل داد و در سال ۱۳۴۶، پس از اخذ مدرک دکتری به ایران بازگشت. استاد راهنمای او در دورهٔ دکتری پروفسور آندره مارتینه، زبان‌شناسِ سرشناس و بنیادگذار مکتب نقشگرایی فرانسه در زبانشناسی، بود. (زندگینامۀ خودنوشت، ص 12) 

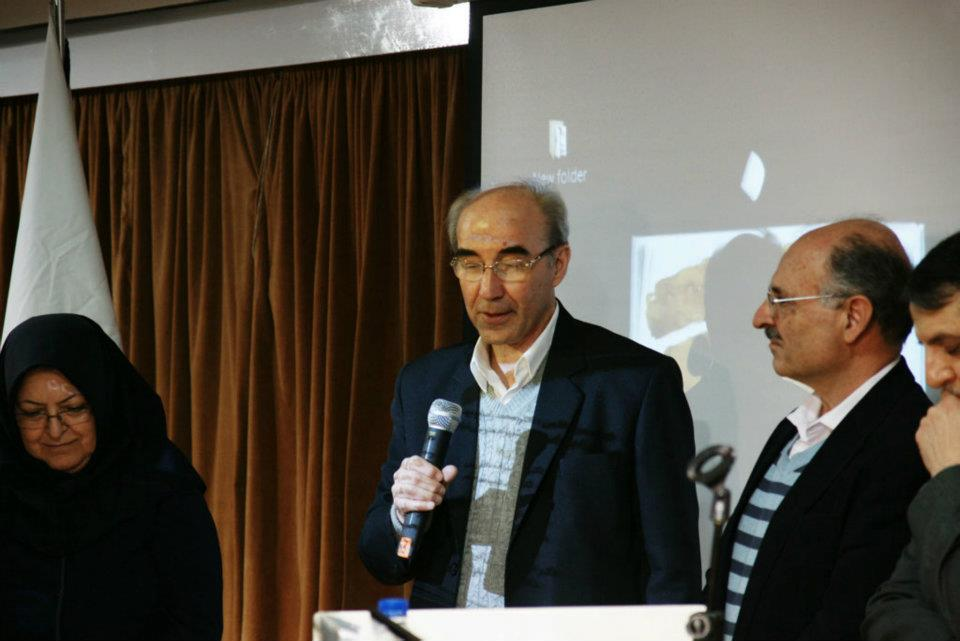
تقدیر از علی‌اشرف صادقی در اولین همایش نحو، بهمن ۱۳۹۰

## فعالیت‌ها
علی‌اشرف صادقی در سال‌های ۱۳۴۰ تا ۱۳۴۲ با مؤسسهٔ لغت‌نامهٔ دهخدا در تنظیم بخشی از حرف «گ» لغت‌نامهٔ دهخدا همکاری داشته‌است.  پس از بازگشت به ایران، صادقی در دانشکدهٔ ادبیات و علوم انسانی دانشگاه تهران مشغول به کار شد و تا کسب رتبهٔ استادی پیش رفت. او سرانجام در آغاز سال تحصیلی ۱۳۸۶–۱۳۸۷، به درخواست خود، بازنشسته شد؛ زیرا می‌خواست تمام همت خود را مصروفِ تدوین فرهنگ جامع زبان فارسی کند. این فرهنگ طرحی است که از اواسط دههٔ ۱۳۷۰، با حمایت فرهنگستان زبان و ادب فارسی و زیر نظر علی‌اشرف صادقی آغاز شده و جلد اول آن، مشتمل بر حرف «آ»، در سال ۱۳۹۲ منتشر شد. صادقی مدیر گروه فرهنگ‌نویسی فرهنگستان است و دبیریِ مجلهٔ فرهنگ‌نویسی را بر عهده دارد. او همچنین پایه‌گذار مجلهٔ زبان‌شناسی است و تا سال ۱۳۸۶ سردبیر آن بود. صادقی همچنین از ویراستاران دانشنامهٔ ایران و اسلام، دانشنامهٔ جهان اسلام و دائرةالمعارف بزرگ اسلامی بوده‌است.

## کتاب‌شناسی

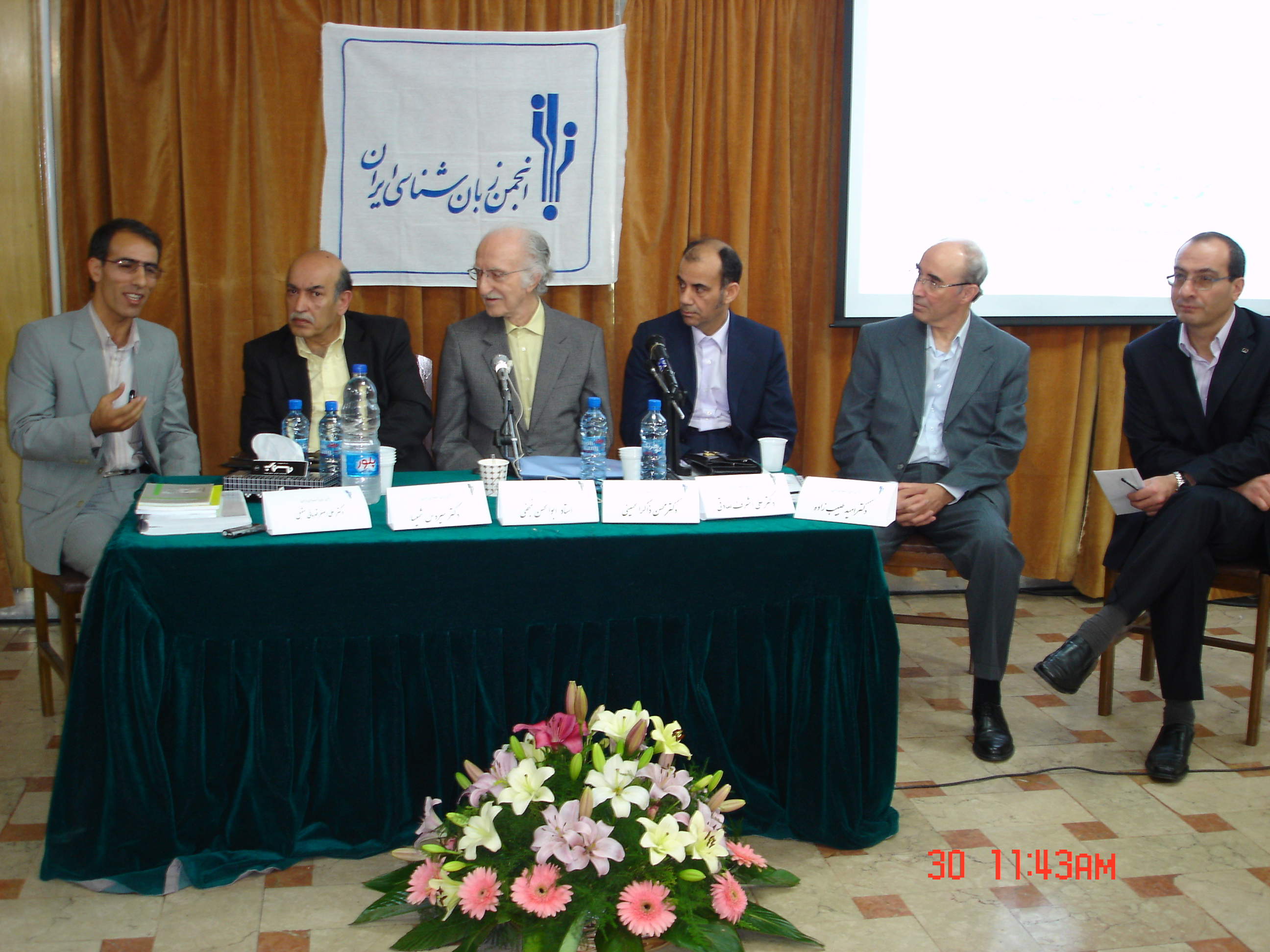
از چپ: علی‌اصغر قهرمانی مقبل، سیروس شمیسا، ابوالحسن نجفی، محسن ذاکرالحسینی، علی‌اشرف صادقی و امید طبیب‌زاده، اولین همایش شعر فارسی و زبان‌شناسی، پژوهشگاه علوم انسانی و مطالعات فرهنگی، ۱۰ اردیبهشت ۱۳۸۹